# Kuro (Karangbinangun)
Kuro is een bestuurslaag in het regentschap Lamongan van de provincie Oost-Java, Indonesië. Kuro telt 1081 inwoners (volkstelling 2010).